# ناصر پاکدامن
ناصر پاکدامن (۱۳۱۱ – ۳ اردیبهشت ۱۴۰۲) اقتصاددان و نویسندهٔ ایرانی و از اعضای کانون نویسندگان ایران بود.

## زندگی
ناصر پاکدامن تحصیلات کارشناسی خود در رشتهٔ حقوق را با رتبه نخست در دانشگاه تهران به پایان رساند و در سال ۱۳۳۴ به فرانسه اعزام شد و دکترای اقتصاد گرفت. بازگشت او به ایران، به خاطر درگیری سیاسی او با گرایش چپ مستقل٬ در چارچوب جامعه سوسیالیست‌های ایرانی در اروپا با چند سال تأخیر در سال ۱۳۴۶ صورت گرفت. او پس از بازگشت به تدریس در دانشکده اقتصاد دانشگاه تهران در موضوع‌هایی مانند جمعیت‌شناسی پرداخت و از گرفتن مقام دولتی، خودداری کرد. با آغاز فعالیت دوباره کانون نویسندگان در سال ۱۳۵۶ ناصر پاکدامن نیز به این نهاد صنفی پیوست. او همچنین از بنیانگذاران سازمان ملی دانشگاهیان ایران بود.
ناصر پاکدامن در جریان انقلاب ۱۳۵۷ هم در سازماندهی و هدایت سازمان ملی دانشگاهیان و هم در چارچوب فعالیت کانون نویسندگان ایران علیه سانسور و اختناق نقش چشمگیری داشت. او در آذر ۱۳۵۷ دستگیر اما پس از مدت کوتاهی آزاد شد. او پس از انقلاب در جریان انقلاب فرهنگی از دانشگاه اخراج و در سال ۱۳۶۰ مجبور به ترک ایران شد و در پاریس به تدریس در دانشگاه پرداخت. وی در سال‌های تبعید جزو چهره‌های مطرح محافل ایرانی در پاریس بود و در تجمع‌ها علیه جمهوری اسلامی شرکت می‌کرد. او برای برقراری دموکراسی در ایران مشارکت داشت.
بازنشستگی او از شغل دانشگاهی در پایان دهه ۱۹۹۰ فرصتی بود تا از امور معیشتی کناره گیرد و خود را یکسره وقف فعالیت‌های فرهنگی و اجتماعی کند.
پاکدامن در پاریس از نزدیکان غلامحسین ساعدی، نویسنده ایرانی بود و به او در انتشار نشریه الفبا کمک می‌کرد. پس از مرگ ساعدی در آذر ۱۳۶۴ پاکدامن تلاش فرهنگی ساعدی را به همراه محسن یلفانی و شهرام قنبری با انتشار فصل‌نامهٔ چشم‌انداز ادامه داد. کتاب قتل کسروی یکی از شناخته‌شده‌ترین آثار ناصر پاکدامن است. او در این کتاب با تکیه بر مدارک و اسناد موجود، به چگونگی قتل احمد کسروی و شرایط اجتماعی و تاریخی آن دوره پرداخته است.
ناصر پاکدامن ارادت خاصی به صادق هدایت داشت. در همین راستا او با تلاشی فراوان نامه‌های هدایت به دوستش شهید نورائی را گردآوری کرد و با تعلیقات و یادداشت‌هایی سودمند منتشر کرد.

## زندگی خصوصی
ناصر پاکدامن با هما ناطق، نویسنده و مورخ، ازدواج کرد. آن‌ها دو فرزند به نام‌های میشا و روشنک داشتند. پاکدامن و ناطق پس از مهاجرت از یکدیگر جدا شدند؛ با این وجود، تا زمان درگذشت هما ناطق در ژانویۀ ۲۰۱۶ رابطه‌ای دوستانه داشتند و همکاری خود را ادامه دادند.

## آثار
- جامعه‌شناسی اقتصادی [جزوه]، ناصر پاکدامن، تهران، ۱۳۴۸
- یادداشت‌هایی از درس اقتصاد ایران [جزوه]، ناصر پاکدامن، تهران، ۱۳۵۰
- ک‍ت‍اب‍ش‍ن‍اس‍ی اص‍ف‍ه‍ان، ت‍ه‍ی‍ه و ت‍ن‍ظی‍م: ن‍اص‍ر پ‍اک‍دام‍ن ب‍ا ه‍م‍ک‍اری ع‍ب‍دال‍ح‍س‍ی‍ن آذرن‍گ (تهران، ۱۳۵۴)
- آمارنامه اقتصاد ایران در آغاز جنگ جهانی دوم، ناصر پاکدامن، تهران ۱۳۵۵ (نقد اقتصاد سیاسی، ۱۳۹۷)
- اص‍طلاح‌ن‍ام‍ه ت‍وس‍ع‍ه ف‍ره‍ن‍گ‍ی (ف‍ارس‍ی. ان‍گ‍ل‍ی‍س‍ی. ف‍ران‍س‍ه)، تهران، ۱۳۵۸
- اکونومی پلتیک (آداب مملکت‌داری)، سیمون دو سیسموندی؛ ترجمه رضا ریشار، محمدحسن شیرازی؛ به کوشش و با مقدمهٔ ناصر پاکدامن
- قتل کسروی، انتشارات فروغ (کلن)، ۲۰۰۱